# Dimitrij Bortnjanskij

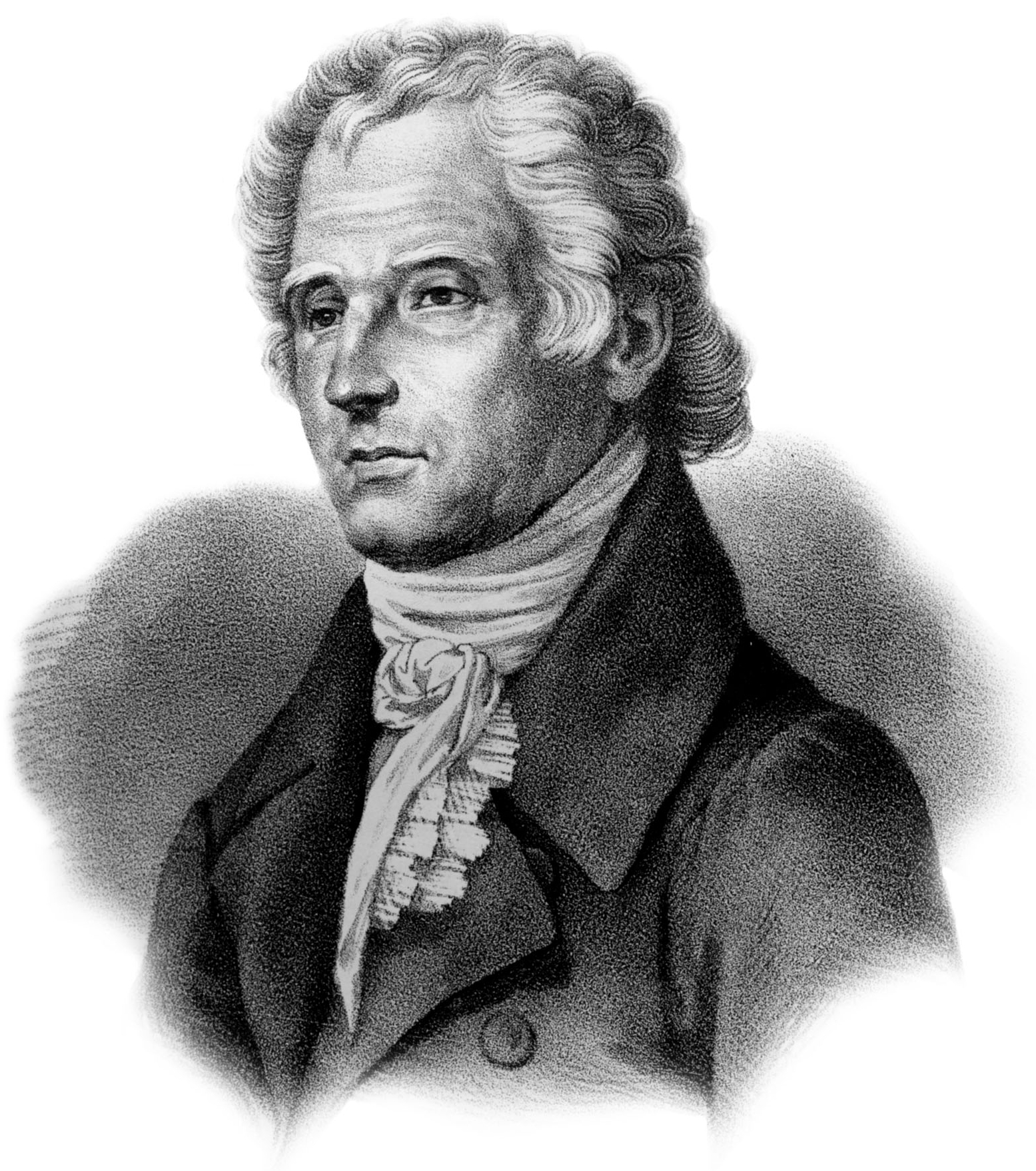
Dmitri Bortnjanskyj.

Dimitrij Stepanovitj Bortnjanskij, född 28 oktober 1751 och död 10 oktober 1825, var en rysk tonsättare.
Bortnjanskij påbörjade sina musikstudier hos den italienske kompositören och direktören för hovkören i Sankt PetersburgBaldassare Galuppi, och fortsatte med understöd av Katarina II, att studera i Italien. År 1779 återvände han till Sankt Petersburg där han 1796 blev dirigent för hovkören, som under hans ledning nådde internationell berömmelse. 
Redan i Italien hade Bortnjanskij lyckats få ett par operor uppförda, som Creonte (1776), Quinto Fabio (1778) och  Alcide från samma period. Senare följde Le faucon (1786) och Le fils rival (1787). Bortnjanskij skrev dessutom kammarmusik, pianosonater, sånger samt en symfoni. Den mest betydande insaten brukar dock anses vara hans omfattande kyrkomusikaliska produktion, som delvis bygger på den grekisk-ortodoxa liturgins toner. Dessa utgavs i ny upplaga i tio band av Pjotr Tjajkovskij.